# Alexander Wittek
Alexander Wittek, Aleksandar Witek nebo Alexandr Vítek (12. října 1852, Sisak – 11. května 1894, Štýrský Hradec) byl rakouský architekt a první šachový mistr (termín velmistr se v té době ještě nepoužíval).

## Život
Jako architekt pracoval Alexander Wittek v Bosně a Hercegovině, tehdejší součásti Rakousko-Uherska. Nejznámějšími stavbami, na kterých se podílel v Sarajevu, jsou tehdejší radnice a nynější Sarajevská knihovna („Gradska Vijećnica“, 1892–1894) a sebilj (veřejná kašna) na Baščaršijském náměstí (1891). Obě stavby byly postaveny v pseudomaurském slohu.
Wittek byl také úspěšným šachistou. Na 2. turnaji německého šachového svazu v Berlíně v roce 1881 se umístil na 5–6. místě (zvítězil Joseph Henry Blackburne), ve Vídni v roce 1882 byl 9. (zvítězili Wilhelm Steinitz a Simon Winawer). V roce 1882 byl v pořadí 9. na světě. V roce 1877 zvolen viceprezidentem šachového klubu ve Štýrském Hradci.
Alexander Wittek zemřel v léčebně pro duševně nemocné ve Štýrském Hradci v roce 1894, kam byl umístěn s paralytickou duševní chorobou rok předtím. Podle jednoho zdroje spáchal sebevraždu, jiné zmiňují tuberkulózu.